# Доња Милија
Доња Милија (грч. Κάτω Μηλιά, Като Милија) је насељено место у општини Катерини у периферији Средишња Македонија, Грчка. Према попису из 2021. године било је 776 становника.
Насеље су тридесетих година 20. века подигли мештани Милије (Средња Милија) и Горње Милије. На попису из 1940. године Доња Милија је имала 329 становника.